# Metacyclops ryukyuensis
Metacyclops ryukyuensis is een eenoogkreeftjessoort uit de familie van de Cyclopidae. De wetenschappelijke naam van de soort is voor het eerst geldig gepubliceerd in 1995 door Ishida.